# Pimp Juice
Pimp Juice è un brano musicale del rapper statunitense Nelly, pubblicato come quinto ed ultimo singolo estratto dall'album Nellyville il 1º aprile 2003.

## Tracce
US Vynil
- A1 Pimp Juice (Clean Album Version) - 4:52
- A2 Pimp Juice (Dirty Album Version) - 4:52
- A3 Pimp Juice (Instrumental) - 4:52
- B1 Pimp Juice (Clean Album Version) - 4:52
- B2 Pimp Juice (Dirty Album Version) - 4:52
- B3 Pimp Juice (Instrumental) - 4:52

## Classifiche
| Classifica (2003)                    | Posizione più alta |
| ------------------------------------ | ------------------ |
| U.S. Billboard Hot 100               | 58                 |
| U.S. Billboard Hot R&B/Hip-Hop Songs | 27                 |
| U.S. Billboard Hot Rap Tracks        | 11                 |